# Agathe Teyssier (cinéma)
 (septembre 2022).
Pour les articles homonymes, voir Agathe Teyssier.
Ne doit pas être confondu avec Agathe Teyssier Napoletano, mannequin.
Agathe Teyssier est une mannequin française pour des marques comme Yves Rocher

## Filmographie

### Réalisatrice
- 2009 : La Femme invisible

### Actrice
- 1995 : Seconde B (série télévisée) : Ivoa
- 1996 : Ma femme me quitte
- 1996 : Les chiens ne font pas des chats (téléfilm)
- 1998 : Un homme en colère (série télévisée), épisode "Meurtre aux urgences" : Claire
- 1998 : Venise est une femme (téléfilm) : La stagiaire
- 1999 : Le feu, ça mouille
- 2000 : Sous le sable
- 2001 : FrogZ : Béatrice
- 2001 : Voyance et Manigance : Catherine
- 2001 : Gamer : Julie
- 2001 : Le Divin Enfant (téléfilm) : Martine
- 2002 : La Crim' (série télévisée), épisode "Le cadavre introuvable" : Marjorie Vernet
- 2002 : Bien fait (court-métrage) de Jeanne Biras
- 2003 : Rien que du bonheur : La jeune réalisatrice
- 2003 : Osmose : La Bretonne
- 2003 : À ta place : Lili
- 2004 : Tout le plaisir est pour moi : Suzanne
- 2004 : Hollywood malgré lui : Adrienne
- 2005 : Au suivant ! : la productrice
- 2005 : Vous êtes libre ? (téléfilm) : La secrétaire
- 2006 : De particulier à particulier : Vendeuse

## Distinctions
- 2003 : Prix recherche au Festival international du court métrage de Clermont-Ferrand pour À ta place[1]